# 北朝鮮による拉致被害者家族連絡会
北朝鮮による拉致被害者家族連絡会（きたちょうせんによるらちひがいしゃかぞくれんらくかい）は、1997年（平成9年）3月25日、北朝鮮による日本人拉致事件の被害者である家族と親族らによって結成された団体。通称は家族会。
日本人拉致問題の早期解決、拉致被害者の全員帰国を求めて、各地での署名運動や講演、日米政治家への働きかけ等を行っている。

## 概要

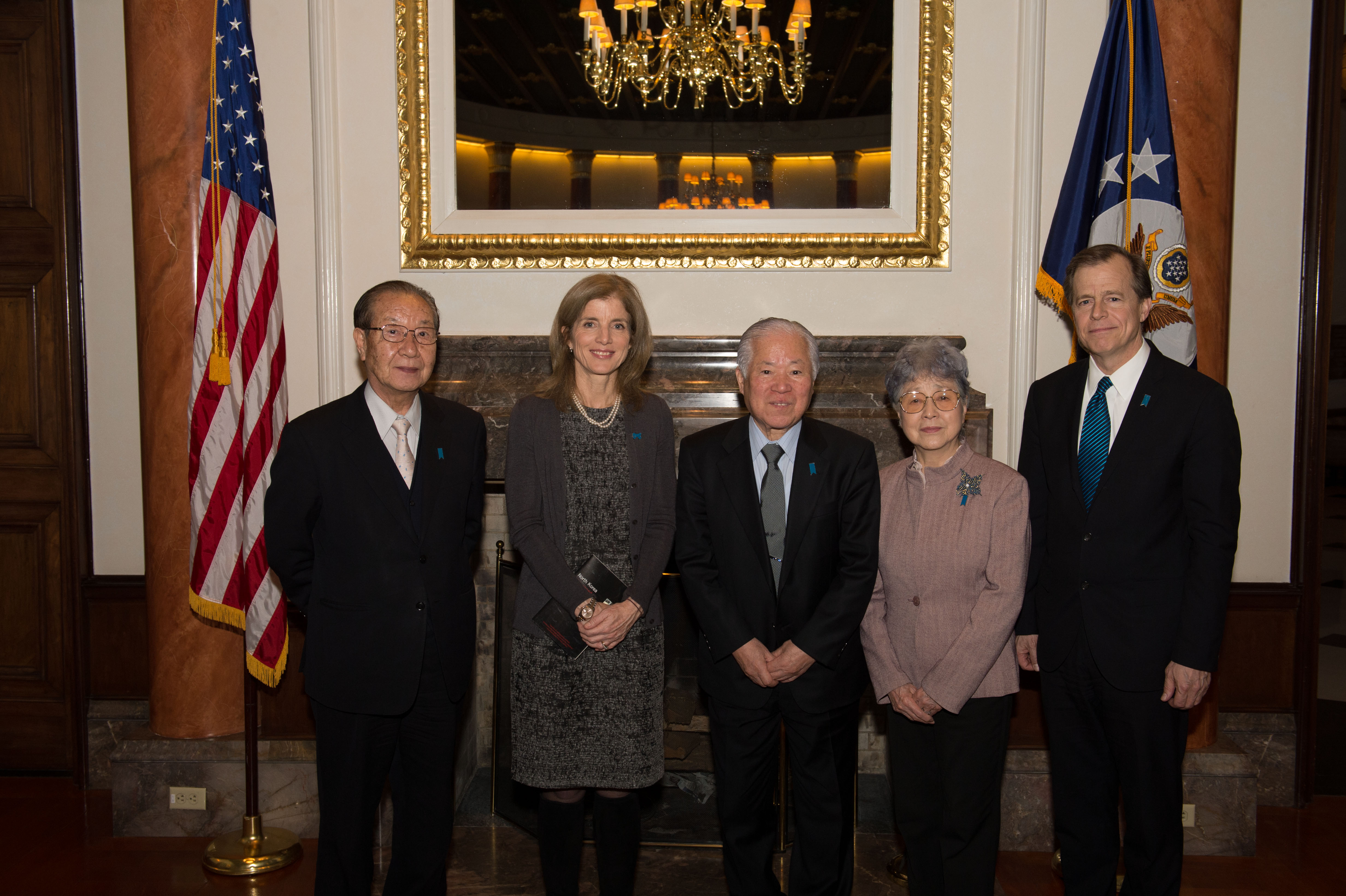
2014年1月30日、駐日アメリカ合衆国大使キャロライン・ケネディ（左から2人目）、北朝鮮政策担当特別代表グリン・デイヴィーズ（右端）と、北朝鮮による拉致被害者家族連絡会の代表・飯塚繁雄（左端）、前代表横田滋（中央）・早紀江（右から2人目）夫妻。
----
ケネディやデイヴィーズもブルーリボンバッジを着用している。

### 結成
1996年9月、朝日放送の石高健次によって『金正日の拉致指令』が出版された。韓国に亡命した元北朝鮮工作員の証言をもとに取材をつづけ、日本人拉致事件に関する情報を公にした。1997年初頭、北朝鮮の工作員だった安明進の証言が出て事態が動き出した。1997年（平成9年）1月21日、失踪事件を調べていた日本共産党選出国会議員の秘書兵本達吉より、横田めぐみが北朝鮮に拉致されていたことが発覚し、平壌で生きているという情報が日本に入った。1月23日、新進党の西村眞悟は衆議院予算委員会に「北朝鮮工作組織による日本人誘拐・拉致に関する質問主意書」を提出し、初めて横田めぐみ拉致事案を取り上げ、政府の認識を問いただした。新潟県では、「北朝鮮に拉致された日本人を救出する会」（救う会）が発足した。めぐみの実名を出すかどうかは苦悩の末、父親の横田滋が実名を出すことを決断した。2月3日、西村眞悟代議士が、衆議院予算委員会で横田めぐみ拉致事件について取り上げ、大韓航空機爆破事件や文世光事件、金賢姫の著書などに言及しながら横田めぐみのみならず、久米裕・田口八重子・原敕晁らの実名を挙げ、彼らは北朝鮮に拉致されているはずだと指摘して、橋本龍太郎首相、池田行彦外相に政府の見解を質した。同日付の「産経新聞」と「AERA」は、横田めぐみが「北朝鮮に拉致されている可能性が高い」と報道、つづいて日本国内のマスコミがこれを一斉に報道した。2月7日、横田滋・早紀江の夫妻は、外務省、日本赤十字社、国会議員に娘めぐみの救出を要請した。これに対し、北朝鮮は2月10日の平壌放送で「月を見て吠える狂犬の声」と日本を厳しく非難し、横田めぐみ拉致の事実を完全に否定した。
1997年3月25日、北朝鮮による拉致被害者家族連絡会（通称、「家族会」）が発足した。兵本達吉、石高健次、産経新聞の阿部雅美らの奔走で、有本恵子や新潟県・福井県・鹿児島県のカップルなどの家族が、同じ被害家族として力を合わせようと決意を固めていた。それぞれの家族は、それまで個別に外務省や政治家に救出を願い出たが門前払い同様の冷たい仕打ちを受けたり、証拠を握りつぶされたりすることがあり、また、あまりに長期にわたる歳月のために諦めや無力感におおわれていた。そうしたとき、横田めぐみ事件が実名で大々的に報道され、拉致問題への関心が急速に高まった。すでに結集を決意していた数家族に横田家も合流し、横田滋がその代表となり、今後の活動などについて話し合った。場所は、東京の竹芝桟橋の「アジュール竹芝」、集まったのは、横田めぐみの両親、蓮池薫の両親と兄、地村保志の父、浜本富貴恵の兄、市川修一の兄、増元るみ子の父と兄の7家族12人で、原敕晁の兄は当初から家族会には参加していたが、当日は欠席した。奥土家は後に加入した。翌日、家族会は国会内で記者会見を開き、家族はそれぞれ身内の被害者の写真を手に持ち、横田滋会長が代表して「私たちの息子や娘たちを返してください」と集まったマスメディアに訴えた。この日から、家族会による警察庁、外務省への救出要請や署名・陳情・請願活動が開始した。
横田滋・早紀江の夫妻が街頭活動を開始したのは4月のことであった。4月15日、自由民主党の中山正暉が会長となり、超党派の議員によって拉致議連（「北朝鮮拉致疑惑日本人救済議員連盟」）が設立された。4月28日、北朝鮮外務省のスポークスマンが「日本から中学生を拉致するいかなる必要も利害関係もない」と断言し、「日本が、わが方と対決方向に進むなら、相応の対抗措置を取らざるを得ない」との立場を示した。在日本朝鮮人総聯合会（朝鮮総連）もまた、「拉致はでっち上げ」「『現代コリア』グループが仕掛けを試みた」などと主張した。5月1日の参議院決算委員会において自民党の吉川芳男の質疑に対し、伊達興治警察庁警備局長が「総合的に検討した結果、北朝鮮によって横田めぐみが拉致された疑いがある」と答弁した 。日本政府は「7件10人が北朝鮮に拉致された疑いが濃厚」と発表し、マスメディアも拉致問題をクローズアップした。拉致問題の報道が本格的になると同時に国民の関心も徐々に高まっていった。

### 陳情と署名活動
横田夫妻は各機関・政治家にめぐみの救出をはたらきかけ、陳情活動を展開した。4月12日、4月13日、5月5日、夫妻は新潟市の街頭に立って救出のための署名活動を行った。5月5日には蓮池薫の両親も署名活動に参加した。横田早紀江は救出運動を始めたころを振り返り、「だれにも北朝鮮の実情を信じてもらえない時期がありました。署名の看板を『こんなものなんだ!』と叩き落されたり、『本当に拉致なんてあるんですか?』と言う人もいました。2002年に被害者5人が帰ってきて、ようやく信じてもらえた」と語っている。しかし、被害者を救おうという世論の反応も大きく、署名した人は5月5日の1日だけで5,500人、5月半ばで約4万5,000人にのぼった。書類は6月には政府に届けられた。6月7日、新潟の市民グループで組織する「横田めぐみさん・蓮池薫さん・奥土祐木子さん拉致究明救出発起人会」の主催により「拉致日本人救出のためのつどい」が新潟市万代市民会館で開かれ、百数十名が集まった。このつどいには、3人の両親と金沢市から駆け付けた寺越友枝が参席し、それぞれの思いを訴えた。桜井新の報告、佐藤勝巳の基調講演もおこなわれ、榎本尚平作詞・田澤弘子作曲の「きみにとどけ」という支援ソングが披露された。この日までに集められた署名は35万人余に達した。署名は8月には50万筆以上に達し、首相官邸に届けられた。さらに8月末には60万人、1年後には100万人以上の署名を集めた。このうち、福井県では地村保志の父地村保らの活動により、県民の約半数が署名したといわれる。

### コメ支援をめぐって
1999年12月17日、家族会は河野洋平外務大臣と面会した。河野外相は「皆さんと同じ気持ち」「力ずくはダメ」「コメ出す出さないはここでは言えない」と発言した。12月21日、日朝赤十字会談が開かれ、日本側が被害者リストを提示したのに対し、朝鮮赤十字会は「しっかりとした調査を行うため当該機関に依頼する」と応答した。同日、日朝国交正常化予備会談が開かれ、日本側は「拉致問題は避けて通れない」「誠意ある対応を」と北朝鮮側に要請した。2000年2月22日、中央大学出身で蓮池薫の救出活動や大学復学問題にもかかわった外務政務次官の山本一太が新潟県柏崎市を訪問して「コメは簡単には出さない」と発言、それに対し、新潟県第2区選出の衆議院議員、桜井新は翌日「ギチギチやってもだめ」「懐を開けさせるためコメを少しずつ出してもいい」と発言した。3月、政府はコメ支援10万トンを決定し、3月3日、読売新聞が「3月7日、自民党外交部会でコメ支援10万トン決定」と報道、同日山本一太外務政務次官が横田滋・早紀江夫妻にコメ支援を説明した。
家族会が恐れたのは、政府が日朝国交樹立を最優先として考えるあまり、前のめりに北朝鮮に食糧援助を行い、その結果として拉致問題が棚上げされてしまうことであった。3月6日、家族会はコメ支援反対を訴え、外務省前で座り込みを行い、河野外相に抗議、さらに記者会見をおこなった。翌3月7日には自由民主党本部でも座り込みを行った。3月13日、日朝赤十字会談で北朝鮮側は「行方不明者について当該機関がしっかりした調査を開始した」「見つかれば通報し適切な措置をとる」と説明した。しかし、4月4日に再会された日朝国交正常化交渉では、日本側が「拉致問題を避けて通ることは不可能」「誠実な対応を」と要請したのに対し、北朝鮮側は「『拉致』という言葉を引き続き使うなら、それ以上対話を続けない」と反発した。
2000年9月12日、増元照明が首相官邸で森喜朗内閣総理大臣に土下座して姉をはじめとする拉致被害者の救出を懇願した。父からは叱られたが、森首相は、拉致問題を棚上げにしての日朝国交樹立はないと言明した。しかし、10月には政府によるコメ支援50万トンが決定した。10月3日、家族会代表は河野外相に面会してコメ支援に抗議したが、自民党本部には入れなかった。10月6日、家族会は外務省・自民党前で座り込みをおこなった。なお、2001年4月に内閣総理大臣となった小泉純一郎は、八尾恵の法廷での証言によって有本恵子の拉致が明らかになったことを受けて2002年3月、「拉致問題を棚上げして正常化交渉はありえない」とあらためて言明した。

## 役員
- 代表：横田拓也[16][17]
- 副代表：浜本七郎（帰国者担当）[18]
- 事務局長：飯塚耕一郎[16][18]
- 事務局次長：横田哲也[18]

## 歴代代表
| 北朝鮮による拉致被害者家族連絡会 代表 | 北朝鮮による拉致被害者家族連絡会 代表 | 北朝鮮による拉致被害者家族連絡会 代表 | 北朝鮮による拉致被害者家族連絡会 代表 | 北朝鮮による拉致被害者家族連絡会 代表 | 北朝鮮による拉致被害者家族連絡会 代表 |
| 代                                    | 氏名                                  | 氏名                                  | 就任日                                | 退任日                                | 退任後                                |
| ------------------------------------- | ------------------------------------- | ------------------------------------- | ------------------------------------- | ------------------------------------- | ------------------------------------- |
| 1                                     |                                       | 横田滋                                | 1997年3月25日                         | 2007年11月24日                        | 2020年6月5日死去。                    |
| 2                                     |                                       | 飯塚繁雄                              | 2007年11月24日                        | 2021年12月11日                        | 2021年12月18日死去。                  |
| 3                                     |                                       | 横田拓也                              | 2021年12月11日                        | 現職                                  |                                       |

## 「家族会」をめぐる諸見解
家族会は、拉致被害者の救済と拉致問題の解決を目的としている。大韓民国の拉致被害者は日本より格段に多く、政府認定の拉致被害者だけで486人におよんでいる。韓国にも日本の家族会と同じような組織、拉北者家族協議会がある。

### 2004年小泉訪朝をめぐる意見

#### 家族会批判
2004年5月22日、首相（当時）の小泉純一郎が2度目の訪朝で北朝鮮国防委員長の金正日と会談を行い、日本政府として25万トンの食糧支援と11億円の医療援助を約束した。しかし拉致被害者の救出については、先に日本に帰国していた拉致被害者の子供を取り戻したものの、安否不明者に対する取り組みは「再調査」として先送りされた。これに対し、家族会のメンバーは、
- 横田滋:「考えられるなかの最悪の結果」
- 飯塚繁雄:「首相は子どもの使い、いやそれ以下」
- 増元照明:「首相にはプライドというものがあるのですか」

と不満を述べつつも、拉致被害者の子供を連れ帰ったことについては労いの言葉をかけた。家族による記者会見もこうした割り切れなさや不満・不安を訴えるものであったため、その報道は一部の人びとの悪感情を招くこととなった。「小泉総理に感謝していない」「小泉総理に対する暴言があった」等の批判メールや抗議電話が家族会に殺到し、匿名掲示板『2ちゃんねる』では「首相を批判する家族会は非国民」「特定家族による二言目には『○○○ちゃんを帰して』との発言は、他の被害者を蔑ろにしている」など、日本語による批判が大量に書き込まれた。

#### 家族会擁護論
ジャーナリストの萩原遼は、上の横田・飯塚・増元の発言は「すべて正しい」と述べたうえで、「家族の絶叫があったればこそ世論を動かし、金正日を追いつめ、拉致自白に追い込んだ」のだと指摘した。北朝鮮の本質を明るみに出し、日本国民の北朝鮮に対する認識を深めるうえで多大な貢献をしたのは家族会であり、歴代首相、政治家、外務省の官僚ではない。小泉首相が錯覚したように、家族会叩きに狂奔した国民も首相にお願いすれば願いがかなうと錯覚したのであり、いずれは真実に目覚める日もくるだろうと論じている。
ジャーナリストの櫻井よしこは、2002年に「死亡」「記録なし」とされた横田めぐみら10人の消息は北朝鮮からは「再調査する」と言われただけであり、小泉首相が真に「準備した」というのなら「再調査しなくとも事情はすべてわかっているはずだ。貴国が拉致し、貴国が彼らを管理し監視し続けてきたのだから」と追及できたはずであり、また、日本で報じられてきた生存情報・目撃情報をもとに突っ込んで話をすることもできたはずなのに、それもしていないのであるから、家族会は何ら間違っていないとしている。彼女は、家族会批判は筋違いであり、小泉首相の展開した外交は重要な点ですべて失敗だったと指摘している。

### 活動方針について
2009年、森達也は、家族会の活動方針が、それを支援する救う会や救う会の母体となった現代コリア研究所の運動方針に影響されているのではないかと指摘した。かつて家族会の事務局長・副代表を務めた蓮池透は2003年には「『拉致した日本人とその家族を全員帰せ。帰さないなら経済封鎖だ』という毅然とした強い意思表示をすべきではないか」と主張した。しかし、彼は2012年「家族会が互助会から圧力団体・政治団体へと変化してしまい、意見の多様性を失った」と指摘している。

## 年譜
- 1996年
  - 『現代コリア』10月号で新潟県少女拉致事件（横田めぐみ事件）を報道。1997年1月には現代コリア研究所ホームページでも同事件を取り上げる。
- 1997年
  - 1月 - 新潟で「北朝鮮に拉致された日本人を救出する会」（救う会）発足。
  - 2月3日 - 産経新聞が横田めぐみ拉致を実名で報道。国会でも横田めぐみらの拉致問題が実名で取り上げられる。
  - 2月7日 - 西村眞悟代議士の質問主意書に対し、政府が「6件9人」の拉致被害者を認める初の答弁書。
  - 3月25日 - 家族会の結成。
  - 5月1日 - 日本政府が「7件10人が北朝鮮に拉致された疑いが濃厚」と発表。
  - 11月 - 与党代表団（森喜朗団長）が訪朝。
- 1998年
  - 4月 - 有識者なども含めた「北朝鮮に拉致された日本人を救出するための全国協議会」（救う会全国協議会）が発足。
  - 6月 - 工作機関の朝鮮赤十字会が拉致疑惑を全面否定。
- 1999年3月 - 家族会が小渕恵三首相と面会。
- 2000年
  - 3月 - 日本政府の北朝鮮へのコメ10万トン支援決定に対し、自由民主党本部にて座り込みの抗議。
  - 8月20日 - 銀座1丁目から日比谷公園まで拉致被害者救出デモ。
- 2001年11月 - 朝銀信用組合の資金流用疑惑で、朝鮮総連中央本部を警察が家宅捜索。
- 2002年
  - 1月 - ジョージ・W・ブッシュ米大統領が北朝鮮、イラクなどを「悪の枢軸」と非難。
  - 3月 - 有本恵子の拉致が法廷で明らかに。小泉純一郎首相が「拉致問題を棚上げして正常化交渉はありえない」と言明。
  - 4月 - 国会が全会一致で日本人拉致疑惑の早期解決を求める決議を採択。
  - 8月 - 小泉首相の訪朝発表。
  - 9月17日 - 小泉純一郎首相が北朝鮮の金正日総書記と会談。日本人13人を拉致したことを北朝鮮が認め、謝罪。5人生存、8人死亡、1人入国せずと伝えられる。
  - 9月 - 飯塚繁雄が家族会に参加。
  - 10月15日 - 蓮池薫、奥土祐木子、地村保志、浜本富貴恵、曽我ひとみの5人の拉致被害者が帰国。
- 2003年
  - 1月 - 支援法に基づき、拉致被害者が10件15人に。
  - 3月 - 家族会が訪米。
  - 4月20日 - スイスのジュネーヴを訪れ、国連人権委員会（強制的失踪作業部会）で拉致の実態を高等弁務官に説明。
  - 6月8日 - 万景峰号の新潟港入港を中止。
  - 9月 - 家族会が訪米。
- 2004年
  - 5月22日 - 小泉首相の再訪朝。蓮池・地村夫妻の子供たちが日本へ帰国。
  - 7月 - 曽我ひとみが夫のチャールズ・ジェンキンスや娘とジャカルタで再会、帰国。
  - 12月 - 日朝実務者協議で北朝鮮が提供した横田めぐみの「遺骨」がDNA鑑定で別人と判明。
- 2005年 - 蓮池透が副代表となる。
- 2006年
  - 3月 - 福井事件の実行犯として辛光洙を国際手配。
  - 9月 - 政府拉致問題対策本部設置。
  - 11月 - 政府認定の拉致被害者が12件17人に。
  - 11月 - 米国人監督による映画『めぐみ 引き裂かれた家族の30年』が公海される。
- 2007年
  - 横田滋が代表を、蓮池透が副代表を辞任。
  - 11月24日 - 飯塚繁雄が新代表、増元照明（事務局次長から）新事務局長となり、家族会は新体制へ。
- 2008年 - 日朝実務者協議で北朝鮮が「再調査」を表明。
- 2009年
  - 5月1日 - 蓮池透の著書『拉致―左右の垣根を超えた闘いへ』が出版[29]。家族会をとりまく内外情勢および自身の考えについて示した内容。
  - 10月 - 自民党政権時の拉致問題対策本部を廃止、新たな対策本部設置。
- 2010年3月28日 - 蓮池透が退会（事実上の除名）。
- 2014年
  - 3月 - 横田滋・早紀江夫妻がモンゴルで横田めぐみの娘と対面
  - 5月 - 日朝政府間協議ですべての拉致被害者の再調査などを盛り込んだ「ストックホルム合意」。北朝鮮は再調査を行う特別委員会を設置。
  - 11月 - 増元照明 事務局長を辞任。
- 2017年11月 - 家族会のメンバーら17人と来日したトランプ米大統領が面会。
- 2021年12月 - 飯塚繁雄が代表を退任[30]。

## 出版物
- 米澤仁次・近江裕嗣 編『家族』光文社、2003年7月。ISBN 4-334-90110-7。